# 滇載記
《滇載記》，又名《滇记》，明代杨慎所撰记载云南历史之著作，一卷。
此书是杨慎流寓云南期间所作，成书于嘉靖四年（1525年）其来滇之初。嘉靖二十二年（1543年）刻于长洲。记载云南史事从远古传说到明朝初年。主要依据《白古通记》、《玄峰年运志》，结合中原史作《新唐书》、《资治通鉴》有关云南记载编录，多有疏略失考。《天一阁书目》《千顷堂书目》《明史·艺文志》《续文献通考》以及明清各本《云南通志》都有著录。刻本有《古今说海》《历代小史》《纪录汇编》《升庵著作》等十余种。《滇系》《云南备征志》收入此书，删除书末“总论”一节。